# Crescent Mall
Crescent Mall là một trung tâm thương mại tọa lạc tại Khu đô thị Phú Mỹ Hưng, Quận 7, Thành phố Hồ Chí Minh, Việt Nam. Trung tâm thương mại này có diện tích 112.000 m2 (1.210.000 foot vuông) bao gồm 200 cửa hàng, siêu thị, rạp chiếu phim, nhà hàng, quán cà phê và sân vận động chơi game. Crescent Mall do chính Tan Gek Meng thiết kế và được Công ty Phú Mỹ Hưng phát triển và sở hữu. Tổ chức đang thuê trung tâm thương mại này là Co.opmart, trước đó hai tổ chức đã thuê là Giant và Auchan.
Khai trương năm 2011, đây được xem là trung tâm thương mại đầu tiên tại Việt Nam đạt tiêu chuẩn quốc tế, với thiết kế vòng cung độc đáo.

## Lịch sử
Khái niệm ban đầu về Crescent Mall lần đầu tiên được Công ty Phú Mỹ Hưng công bố vào ngày 9 tháng 4 năm 2008. Skidmore, Owings and Merrill và Design International được chọn làm nhà quy hoạch tổng thể cho Crescent Mall, với KORN Architekten, một công ty kiến trúc có trụ sở tại Đức là nhà thiết kế trung tâm thương mại này. Kiến trúc sư Axel Korn làm người thiết kế cả tòa nhà. Công ty quản lý và đại lý cho thuê là Savills. Thang máy và thang cuốn do Schindler cung cấp và Jardine Matheson lắp đặt.
Lễ động thổ được cử hành vào ngày 12 tháng 6 năm 2009 và việc xây dựng bắt đầu vào tháng 7 năm đó. Trong lễ khởi công, Vietcombank đã thành lập liên danh với Vietinbank, Ngân hàng Bảo Việt, Ngân hàng Gia Định và Ngân hàng Á Châu để cấp cho Công ty Phú Mỹ Hưng khoản vay trị giá 1,2 nghìn tỷ ₫ trong vòng 10 năm. Trung tâm thương mại này đã có buổi xem trước chỉ dành cho những vị khách chọn lọc được Công ty Phú Mỹ Hưng mời đến, chủ yếu là các thương hiệu quốc tế và cao cấp, vào ngày 28 tháng 1 năm 2010, trước khi cho thuê các lô bán lẻ.
Trung tâm này đã chính thức mở cửa cho công chúng vào ngày 30 tháng 11 năm 2011. Cửa hàng Giant đầu tiên tại Việt Nam được khai trương tại Crescent Mall, đóng vai trò là khách thuê cố định đầu tiên của trung tâm thương mại này cho đến ngày 28 tháng 11 năm 2018, khi hoạt động kinh doanh tại Việt Nam được nhà bán lẻ Auchan có trụ sở tại Pháp mua lại và thay thế vị trí này. Tuy nhiên, Auchan đã tuyên bố rút khỏi thị trường Việt Nam vào tháng 5 năm 2019 do hoạt động kinh doanh kém hiệu quả và không bền vững tại Việt Nam và cạnh tranh với chuỗi siêu thị Co.opmart trong nước. Auchan đã đóng cửa hầu hết các cửa hàng tại Việt Nam, nhưng chi nhánh tại Crescent Mall sẽ vẫn hoạt động cho đến Tết năm 2020 và sau thời gian này sẽ được đổi tên thành Co.opmart.
H&M đã khai trương cửa hàng Việt Nam thứ ba tại Crescent Mall vào ngày 8 tháng 9 năm 2018.
Do nhu cầu kinh doanh và bán lẻ ngày càng tăng, Công ty Phú Mỹ Hưng đã đầu tư thêm kinh phí vào tháng 2 năm 2019 để nâng cấp và mở rộng Crescent Mall như một phần trong kế hoạch nâng cấp cơ sở hạ tầng của Phú Mỹ Hưng. Việc mở rộng trung tâm mua sắm này sẽ bao gồm giai đoạn 2 của Crescent Mall và một tòa nhà văn phòng 24 tầng bổ sung được gọi là Crescent Hub. Trung tâm thương mại này đã mở rộng thêm 12,000 m2 (129,17 foot vuông) vào cuối năm 2019. Tháng 7 năm 2020, thương hiệu cà phê Kpop SMTown Café khai trương địa điểm đầu tiên tại Việt Nam trong trung tâm thương mại này.

## Thiết kế
Thiết kế của trung tâm thương mại này được cho là lấy cảm hứng từ hình dáng vương trượng như ý, biểu tượng của sự may mắn và tài lộc.

## Bán lẻ
Crescent Mall bao gồm 45.000 m2 (480.000 foot vuông) không gian bán lẻ. Nó có một loạt các cửa hàng bao gồm các chuỗi quốc tế như GAP và Tommy Hilfiger, nhà hàng, rạp chiếu phim và siêu thị: AEON. Có rất nhiều chuỗi cửa hàng bán quần áo và mỹ phẩm, cũng như các cửa hàng quà tặng và đồ lưu niệm. Trong số các quán cà phê có chi nhánh của Gloria Jean's Coffees và The Coffee Bean & Tea Leaf.